# Fischa menti csata
A Fischa menti csata, vagy Lajta menti csata 1146. szeptember 11-én zajlott az osztrák őrgrófság területén, a Lajta és Fischa folyók között. A II. Géza és Belos bán vezette magyar hadsereg vereséget mért a II. (Jasomirgott) Henrik bajor herceg és osztrák őrgróf vezette német seregre.

## Előzmények
A II. Béla korában még jó német–magyar kapcsolatok az 1140-es évek közepére megromlottak. A változást több tényező okozta. 1142 körül lényegesen enyhült a német Stauf és Welf családok ellentéte, ezért III. Konrád német király úgy ítélte meg, hogy nem felel meg érdekeinek fia tervezett magyar házassága. Konrád fia, Henrik és II. Géza húga, Zsófia hercegnő eljegyzésének felbontását a magyar királyi család nagy felháborodással fogadta. Ugyanekkor III. Konrád agresszív külpolitikát követett, a szomszédos országok uralkodóitól engedelmességet várt volna el. II. Géza erre nem volt hajlandó, sőt anyagilag támogatta Konrád egyik ellenlábasát, VI. Welf herceget. 1140-ben, I. Szobeszláv cseh fejedelem halála után megromlott a cseh-magyar viszony is, mert a cseh trónharcokba II. Géza az új cseh herceg, II. Ulászló elleni oldalon avatkozott be. 
A magyar külpolitikai kapcsolatok megváltozását használta ki Könyves Kálmán elűzött feleségétől született fia, Borisz, hogy a magyar trón megszerzését ismételten megkísérelje. III. Konrád szívesen látott volna Magyarország trónján egy vazallus királyt, ezért megengedte Borisznak, hogy német területen sereget gyűjtsön. Borisz fő támogatója ebben Jasomirgott Henrik bajor herceg és osztrák őrgróf volt. Borisz által toborzott német és bajor zsoldosok – a magyar krónika szerint Rápolt német vitéz vezetésével – 1146 áprilisában meglepetésszerűen betörtek az országba és elfoglalták Pozsony várát. Géza tudomást szerzett róla, hogy a német betörés hátterében Borisz áll, nagy erőkkel vonult Pozsony ellen és a várbeli németek végül pénz ellenében visszaadták az erősséget. A magyar király elég erősnek érezte magát, hogy bosszút állhasson az országot ért sérelemért és hadat üzent Jasomirgott Henriknek. A döntő ütközetre a mosoni kapu irányában, a Lajta és a Fischa folyók között került sor.

## A csata lefolyása

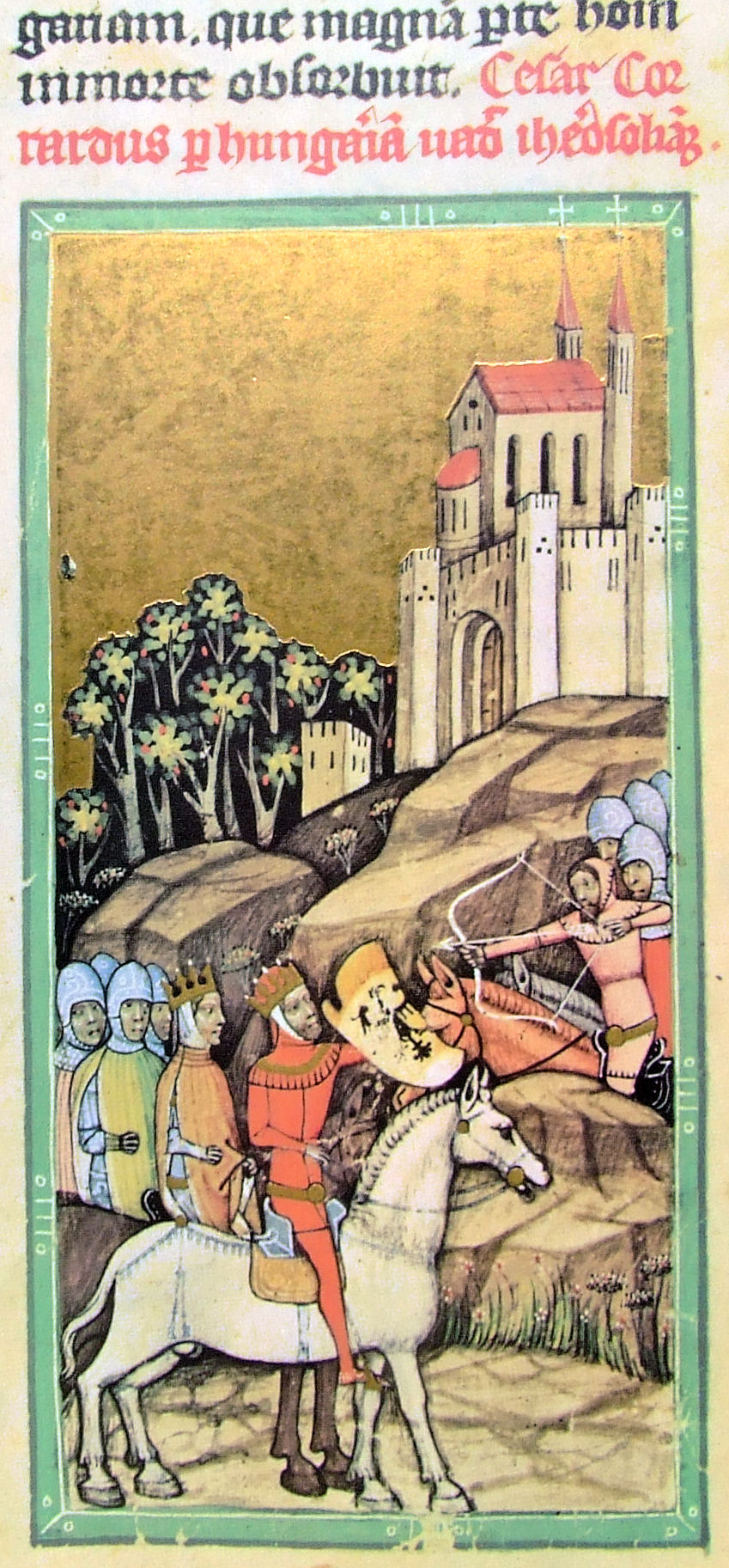
III. Konrád keresztes hadserege átvonul Magyarországon. A sasos címert ábrázoló pajzsot tartó lovas III. Konrád. A másik koronás lovas VII. Lajos francia király, aki valójában nem Konráddal vonult át. A lövésre kész íjásszal a Képes krónika miniátora jelzi, hogy az átvonuló had és a magyarok viszonya ellenséges volt.

A német krónikás, Freisingi Ottó a magyar csapatok létszámát hetvenezer főre becsülte, a magyar krónika szerint Henrik „minden harcost magával hozott Saxoniából és Bavariából”. A feltehetően túlzó adatok nem alkalmasak a szemben álló erők pontos meghatározására, azt azonban valószínűsítik, hogy mindkét oldalról jelentős haderő sorakozott fel. A magyar és német krónika is tud róla, hogy Gézát a csata előtt „karddal övezték fel”, vagyis az addig gyermekkirályt ekkortól tekintették nagykorúnak. 
A magyar felderítők jelentették a királynak a német sereg mozgását, Henrik viszont arról sem értesült, hogy a magyar sereg már átkelt a Lajtán. A felszálló füstből azt gondolta, hogy a magyarok visszavonulnak és saját táborukat gyújtották fel. Henrik erre megindította seregét, de a rendezetlenül előnyomuló németek nem visszavonuló, hanem rendezetten előnyomuló magyar seregbe ütköztek. 
A csata kezdetén a nehézfegyverzetű német lovasság legázolta a székely és besenyő íjászokból álló magyar előhadakat, akik nagy veszteséget szenvedtek. A csata első szakaszában a németek voltak fölényben, a második lépcsőben felállított magyar csapatok némelyike már futásra is gondolt. A magyar hadrend második vonala azonban végül szilárdan ellenállt a német nyomásnak. Kemény küzdelem alakult ki, melynek során Belos bánnak sikerült a német hadrendet megkerülni. 
A magyar király – a krónika szerint tizenkétezer fős tartalékkal – intézett lovasrohama eldöntötte a csata sorsát. A magyarok a megvert ellenséget a Fischa folyóig üldözték.

## Következmények
Ez volt az első ütközet, melyben a magyar sereg nyílt csatában győzött le nagy lovagi hadsereget. A csata igazolta a kortárs uralkodók számára, hogy a magyar hadsereg olyan erőt képvisel, amivel számolni kell. A német ellencsapás elmaradt, mert az egyszerre több fronton harcoló német királynak nem maradt ideje és ereje egy magyarországi hadjáratra. A csata utáni évben indult a második keresztes hadjárat, és az azt vezető III. Konrád német királynak engedélyt kellett kérnie a magyar uralkodótól az országon való áthaladásra. A magyar krónikás szerint a király Magyarországon „nem Krisztus zarándokának mutatkozott”, hanem „egy zsarnok rabló dühével dühöngött”, azonban az átvonulás végül különösebb összecsapások nélkül végződött.

## Kapcsolódó irodalom
- Gereben László Ákos vitéz útja-című regénye az események körül játszódik. 1